# ブフリ式駆動方式
ブフリ式駆動方式（ブフリしきくどうほうしき）は、電気機関車で使われる駆動方式である。発明者であるスイスの技術者ヤコブ・ブフリにちなんで名付けられた。この駆動方式はバネ上装架の駆動方式であり、各フローティング軸には、ばねで取り付けられた機関車のフレームに配置された個別のモーターがある。駆動モーターの重量は、レールの動きにさらされる駆動輪から完全に切り離される。
1920年代から電気機関車で使われ始めたブフリ式は、大きくて重い牽引モーターを必要とする高速で強力な機関車の構築を可能にした。このシステムにより、ばね下全体の重量が軽減されるため、軌道への影響が最小限に抑えられる。このドライブは1930年代まで非常に成功したが、現代の機関車ではほとんど使用されておらず、不均衡が少なく高速を可能にする小型でシンプルなドライブに置き換えられている。

## 構造

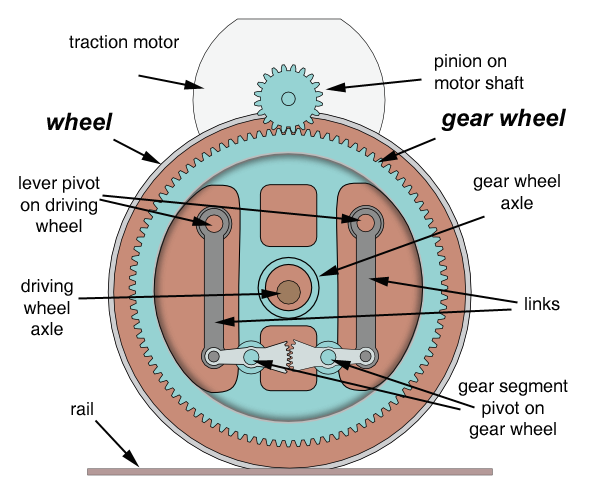
ブフリ式駆動の構造

ブフリ式では、モーターで駆動される歯車ホイールが機関車のフレームにしっかりと固定されている。この歯車ホイールの内側には2つのレバーがあり、互いに噛み合う歯車セグメントに結合されている。レバーのもう一方の端は、ユニバーサルジョイントを介してテンションバーに結合されている。テンションバーは、さらにユニバーサルジョイントを介して駆動輪に結合されている。
駆動輪の垂直移動により、内部メカニズムによりギアセグメントが移動する。駆動輪は、ギアホイールの運動量を伝達しながら、ギアホイールに対して水平または垂直方向に移動できる。
この方式の欠点は、頻繁な潤滑と注意深いメンテナンスを必要とする多数の可動部品である。その結果、高速で同じ性能を発揮する他の駆動システムがなかったため、ブフリ駆動システムは主に急行列車機関車で使用されていた。ただし、この方式は140km/時を超える高速ではドライブコンポーネントのバランスが崩れ問題が発生する。

## 標準的な設計
ブフリ式は、通常は内側フレームを備えた、片側の独立した牽引モータードライブとして他の鉄道会社に納品された。
ホイールセットベアリングを備えたモーターフレームワークは、駆動輪のホイールディスクの間にある。駆動輪の外側の補助フレームに収納され、保護ケーシングで囲まれた歯車ホイールが、駆動輪の片側にある。各歯車は、機関車本体の歯車の上にある個別のモーターによって駆動される。
この実装では、歯車ホイールが離れていることにより、アンダーフレームの重量配分が大きく偏る。機関車の長手軸の安定性を維持するために、機関車体内の重機は駆動装置の反対側に配置する必要がある。
ブフリ式を備えた機関車も、通常、非対称の外観をしている。一方の側には、駆動輪のベアリングが見え、もう一方の側は、歯車ホイールのカバーボックスでほぼ完全に覆われている。

## その他の設計

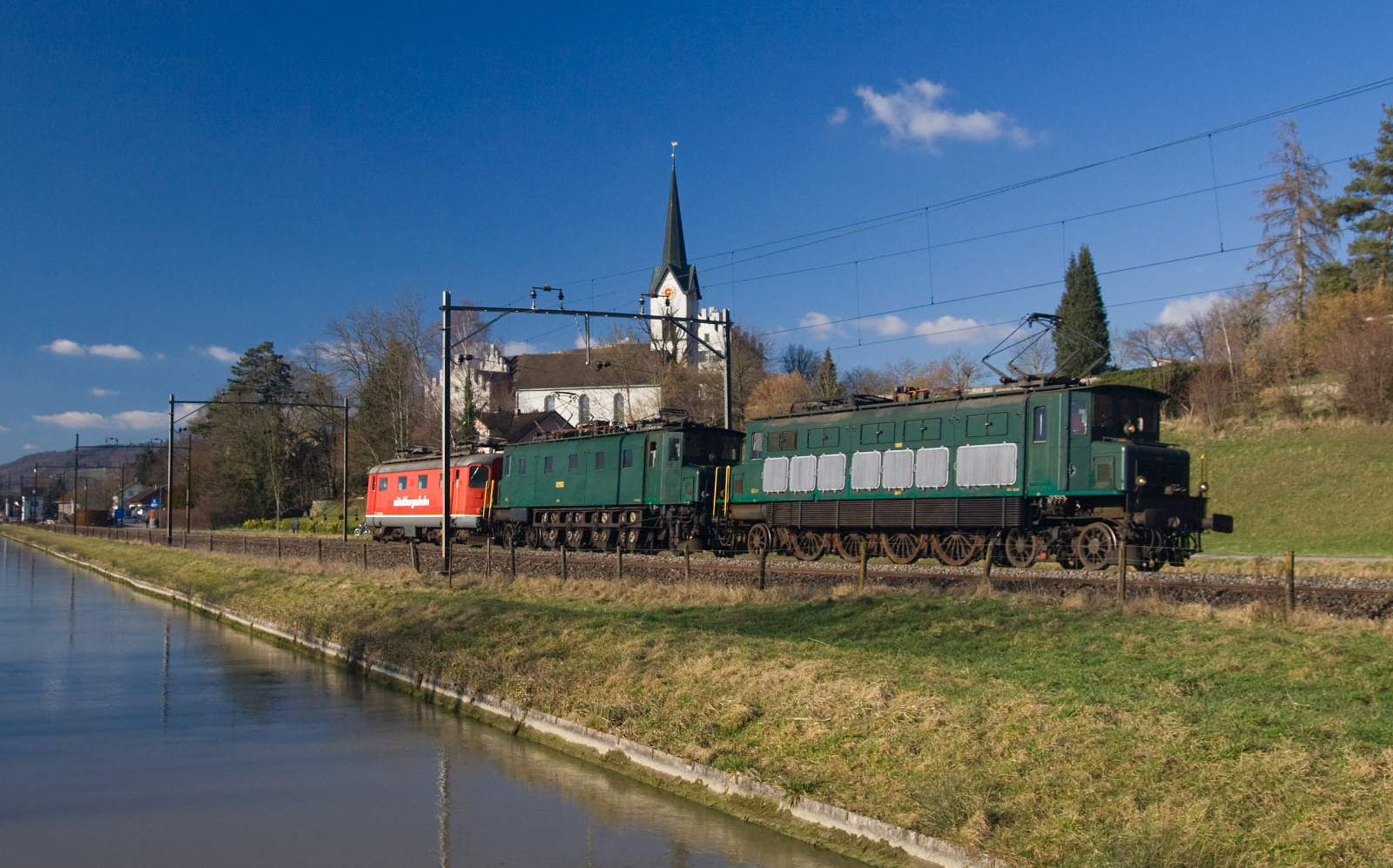
2007年の試運転で走行する2両のAe 4/7。車体の異なる側が見えているため外観が違う。

上記の標準的な設計の他に下記のバリエーションがある。

### 外側フレームによる設計
駆動輪ハウジングを備えたエンジンフレームワークが、駆動輪のホイールディスクの外側にある。駆動輪は、歯車が置かれている機関車のキャビネットに収容されたクイルに囲まれている。実装例には、ペンシルベニア鉄道O1bとドイツ国営鉄道ET11.01がある。

### グループ駆動の設計
モーターは2つのフローティング軸の間に配置される。共通のピニオンまたはモーター軸の両端のピニオンが、隣接する歯車ホイールを駆動する。アメリカ合衆国特許第 1,683,674号はこの設計を記述しているが、それを実装した車両は知られていない。

### 両側駆動の設計
駆動輪は2つの歯車ホイールに連結されており、モーターの両側にピニオンがある。ホイールディスクの角度は互いに約90度ずれているため、ドライブのアンバランスを低減できる。このバージョンの駆動装置は、より大きな駆動力のために使用された。
ただし、この構成では、駆動コンポーネントに機械的ストレスがかかる危険がある。実装例には、フランスの特急列車機関車（SNCF 2D2 5400、SNCF 2D2 5500、SNCF 2D2 9100）がある。

### 1軸に2つのモータを持つ設計
2つのモーターが、駆動輪と接続されている1つの共通の歯車ホイールを駆動する。実装例には、ペンシルバニア鉄道O1bがある。

## ブフリ式駆動方式の機関車

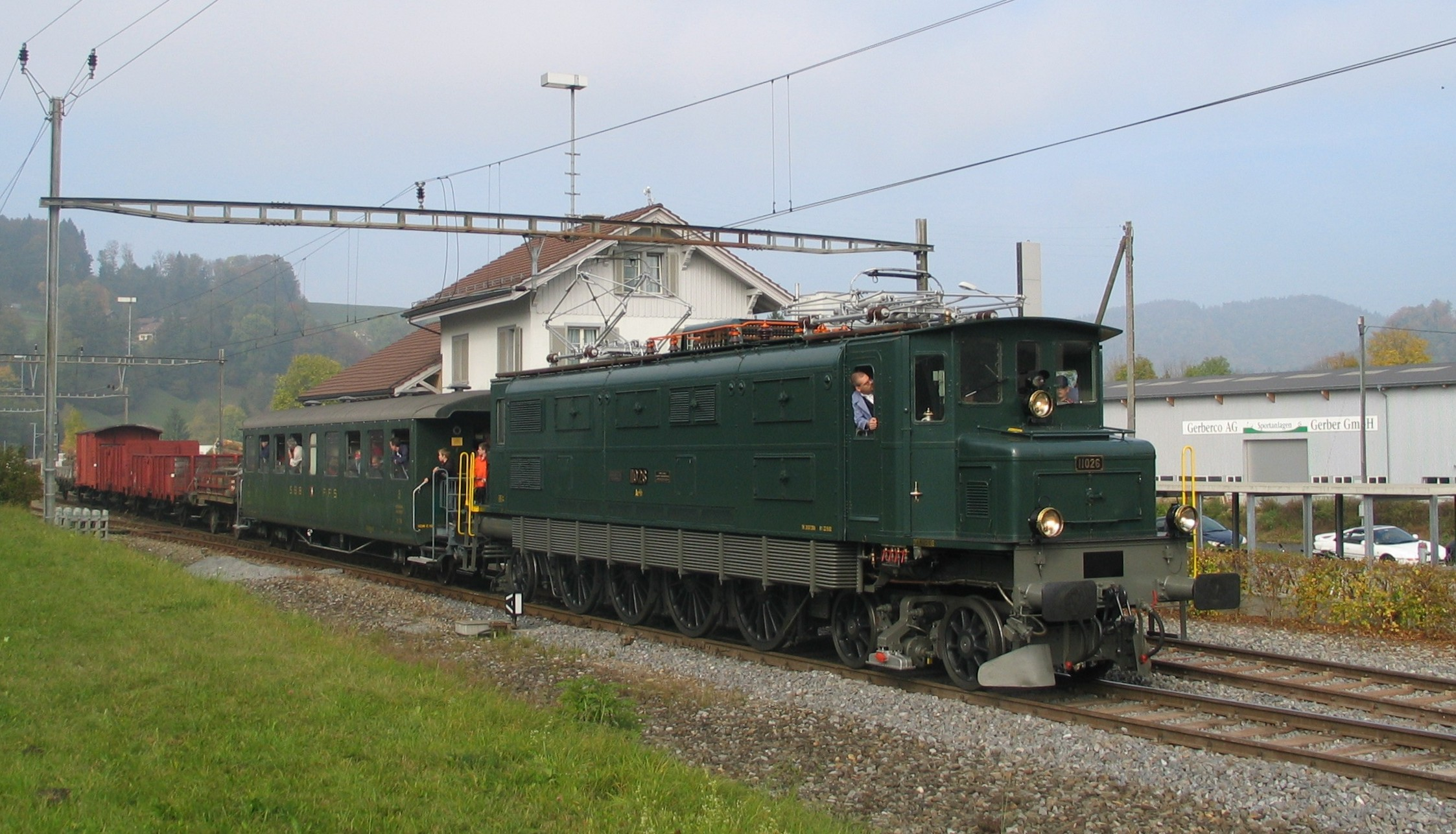
SBB-CFF-FFS Ae 4/7クラス機関車

ブフリ式駆動装置を備えたSBBの240両近くの機関車が60年以上使用されていた。SBB Ae 3/6Iクラスの機関車は、1921年から1994年まで運行されていた。フランスの線路には、50年間運行されているブフリドライブを使用した100両の特急機関車があった。
- SBB-CFF-FFS、スイス
  - SBB Be 2/5 （プロトタイプ）(ドイツ語版)
  - SBB Ae 4/8 （プロトタイプ）(ドイツ語版)
  - SBB Ae 3/6 I (ドイツ語版)
  - SBB Ae 4/7
  - SBB Ae 8/14 （11801）
- ドイツライヒスバーン、ドイツ
  - E 16 （116）
  - ET 11.01ダブル鉄道車両Bo'2 '+ 2'Bo' 1938年にフレームなしで実装された。車両は1960年代に再建され、ブフリドライブシステムが除去された
- SNCF
  - SNCF Class 2D2 5400 （相互ドライブ）(フランス語版)
  - SNCF Class 2D2 5500 （相互ドライブ）(フランス語版)
  - SNCF Class 2D2 9100 （相互ドライブ）(フランス語版)
- インドネシア国鉄
  - 3000-SLMとBBCが1924年と1926年に製造した1.5 kV 電化システム用の4両の1'Do1 '機関車。1976年頃に廃棄された。この機関車は、ジャワ台車を使った最初のタイプである。画像
- 日本国鉄
  - 7000-1926年に製造された2両の（1A）Bo（A1）、後にED54形に改番
- インドの鉄道
  - EA / 1およびEA / 2（後のWCP-1およびWCP-2）-2'BoA2 '-22 + 1ユニット SLM、Vulcan Foundry、およびMetroVickによって1928年-30年に製造された
  - EB / 1およびEC / 1（後のWCP-3およびWCP-4）- 2'Co2 '- 1928年および1938年に各1両製造された。
- RENFE
  - RENFEシリーズ272は、前身の会社NORTEから発注され、1928年に1.5 kVの供給電圧用のStk 2'Co'Co'2 'として製造された。
- パウリスタ鉄道、ブラジル
  - 320、1932年に建設された1'Do1 '。
- チェコスロバキア国鉄
  - E 465.0-1.5 kV供給電圧用の2 Stk 1'Do1 '機関車。1927年に製造され、1962年に廃棄された
- ペンシルバニア鉄道、米国
  - ペンシルバニア鉄道O1b -2 Stk 2'Bo2 '機関車。内側フレームと車軸ごとに2つの駆動モーターで構築されている。
- チルクムヴェスヴィアーナ鉄道、イタリア
  - 1'Do1 '機関車。1931年に製造された0301および1934年に製造された0302-0305の5台。全車Tecnomasio Italiano Brown Boveriにより製造された。